# بي أس-تي بي أس

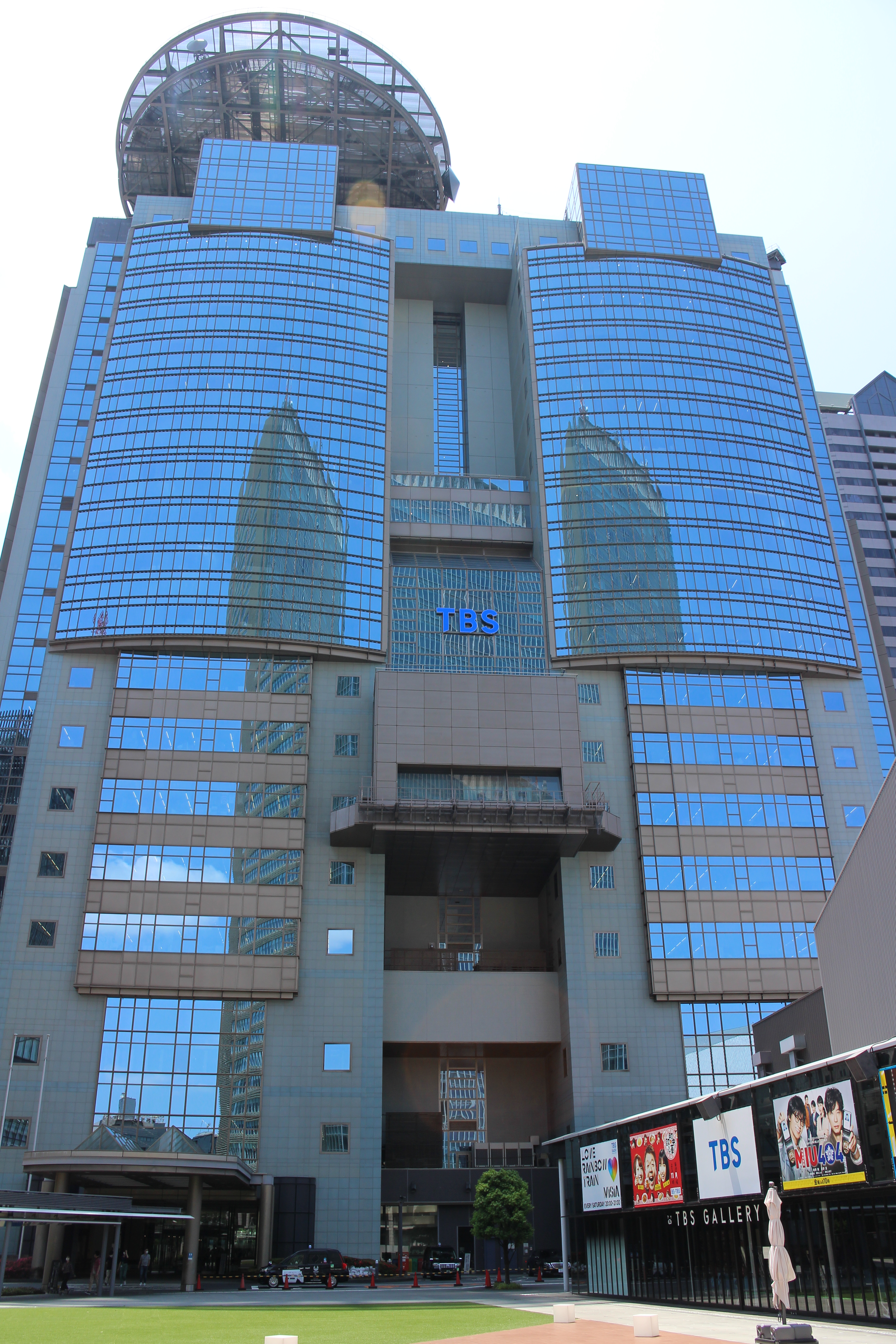
مقر BS-TBS و TBS

شركة بي أس-تي بي أس . (باليابانية : 株式会社ビーエス・ティービーエス تُنطق باليابانية : كابوشيكي -غايشا بيّسو -تِي بي إيسو ) هي محطة بث فضائية يابانية مقرها الرئيسي في أكاساكا غوتشوم ، ميناتو ، طوكيو. اسم القناة هو BS-TBS (سابقًا، بي إس- آي) وهي قناة تابعة لشبكة تلفيزيون أخبار اليابان.

## القنوات
- التلفزيون: تم تخصيص BS-TBS لـ BS161ch - 163ch.
- الراديو: تم تعيين BS-i 461ch ، 462ch ، وتم إغلاقه في 30 سبتمبر 2005. - تم إنتاج راديو واتصالات TBS .
- البيانات: تم تعيين BS-TBS BS766ch ، BS768ch ، ولكن BS768ch لا يتم استخدامه الآن.

## التاريخ

شعار القناة من 2009 إلى 2020

- في نوفمبر 1998 تم إنشاء - شركة اليابان المتحدة للإتصالات (باليابانية : 株式会社ジャパン・デジタル・コミュニケーションズ تُنطق باليابانية :

كابوشيكي -غايشا جابان ديجيتارو كوميونيكيشونزو) و التي كانت بمثابة النواة إلي إنطلاق القناة .
- في يونيو 2000 - تم تغيير اسم القناة من جي دي إس إلى  شركة بي إس-آي المتحدة  (باليابانية : 株式会社ビーエス・アイ تُنطق باليابانية

كابوشيكي -غايشا بي إيسو - آي) .
- و في 1 ديسمبر 2000 - بدأت بي إس -آي في البث في اليابان تحت الاسم الجديد .
- و في يوليو 2004 - نقلت بي إس -آي مقرها الرئيسي من تي بي إس هوسو كايكان إلى مقر الشركة إلي مركز تي بي إس برودكاست الطابق الخامس عشر
- و في 30 سبتمبر 2005 - تم إغلاق قناة بي إس -آي حيث توقف بثها الإذاعي عبر الأقمار الصناعية.
- و في 1 أبريل 2009 - تمت إعادة تسمية بي إس -آي إلى اسمها الحالي بي أس-تي بي أس.
- و في 2020 تم تغيير شعار القناة إلي الشكل الحالي

## البرامج
- البرامج العامة
  - يتم أيضًا بث عدد من البرامج التي تبثها شبكة TBS على شبكة BS-TBS.
- برامج انمي
  - الرسوم المتحركة التي تنتجها BS-TBS تحظى بشعبية بين محبي الأنيمي لأن تنظيم التعبير في البث عبر الأقمار الصناعية أكثر مرونة من البث الأرضي.
  - على شبكة TBS ، من أجل ضبط الحجم، يتم اقتصاص معظم الرسوم المتحركة 16: 9 على اليسار واليمين. يتم بثها على BS-TBS في شكلها الأصلي.
    - هذه هي برامج الأنمي التي يتم بثها حصريًا على BS-TBS:
      - هواء
      - فريق الإنترنت في أكيهابارا
      - إيكوكو كوي مونوجاتاري إيما
      - هو سيدي
      - كانون
      - جنية الثلج الصغيرة سكر
      - ماهوروماتيك
      - بوبوتان
      - هذا العالم القبيح والجميل
      - يومريا

    - هذه هي برامج الأنمي التي يتم بثها على كل من TBS و BS-TBS:
      - يا ربتي !
      - بينشو تان
      - بلاك كات
      - تشوبيتس
      - هيت جاي جي
      - إيتشيغو ماشيمارو
      - لحن النسيان
      - REC
      - روزن مايدن
      - روزن مايدن تراومند
      - كلاناد
      - كلاناد -بعد القصة-
      - تسوكيهيمي، أسطورة القمر
      - كيه -أون !
      - سانكاريا
      - أتشي كوتشى

## روابط خارجية
الموقع الرسمي BS-TBS (اليابانية)